# Georges-Edme René
Le bienheureux Georges-Edme René est un prêtre catholique français né à Vézelay et mort le 2 octobre 1794 sur les pontons de Rochefort.

## Biographie
Chanoine de la basilique Sainte-Marie-Madeleine de Vézelay, il est arrêté en 1793 et déporté sur les pontons de Rochefort.
Il est béatifié par Jean-Paul II le 1er octobre 1995.

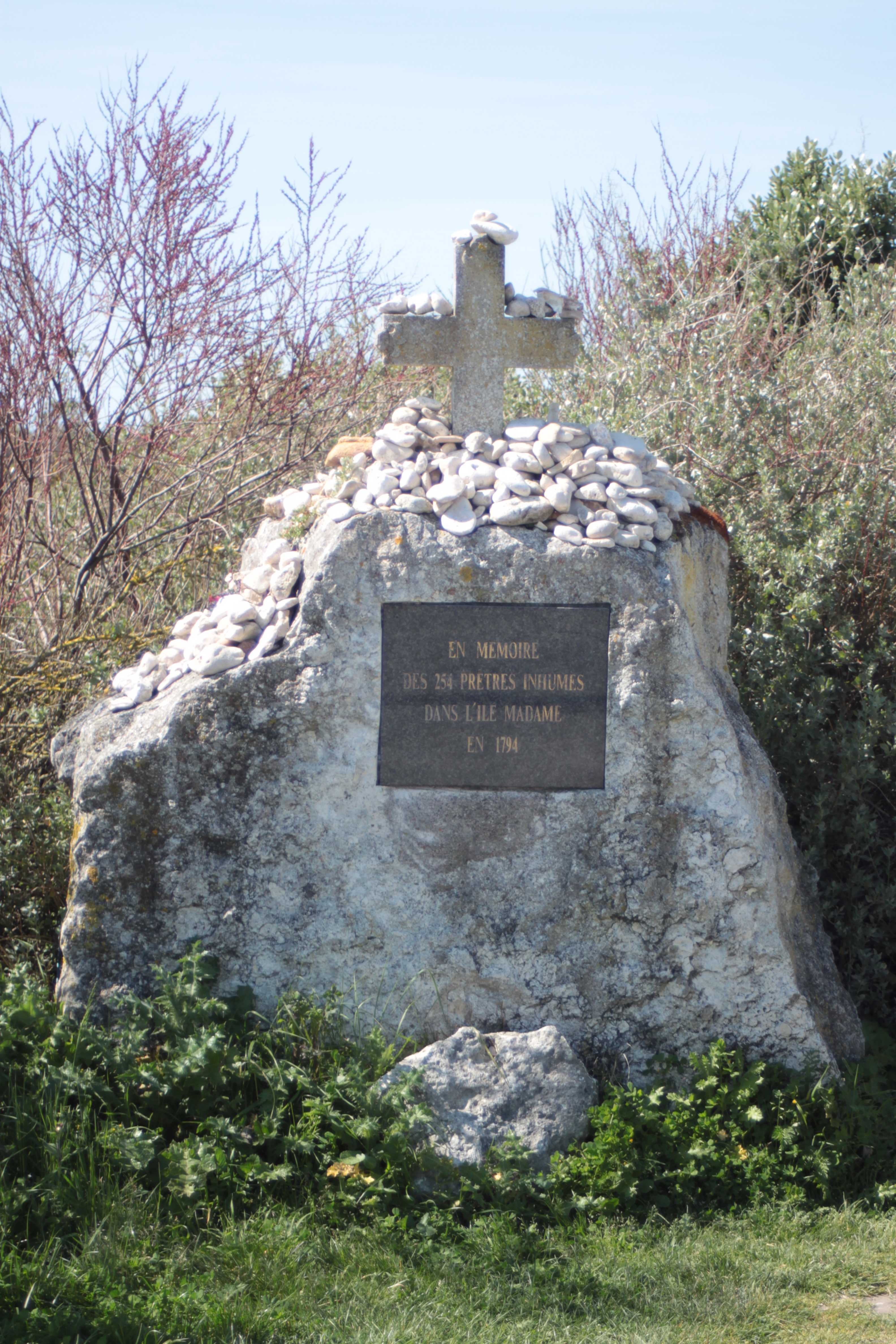
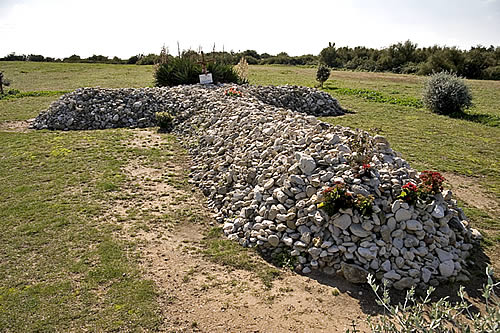

## Sources
- abbé Yves Blomme, Les Prêtres déportés sur les Pontons de Rochefort, Bordessoules, 1994